# Велинге (община)
Община Велинге (на шведски: Vellinge kommun) е разположена в лен Сконе, югоизточна Швеция с обща площ 144 km2 и население 33 807 души (към 31 декември 2013). Административен център на община Велинге е едноименния град Велинге.